# The Rarities
A The Rarities Mariah Carey amerikai énekesnő albuma, melyen az elmúlt 30 évben készült, de mindeddig kiadatlan dalai szerepelnek. Az album 2020. október 2-án jelenik meg a Columbia és a Legacy Records gondozásában a „#MC30” promóciós kampány részeként, amellyel Carey első stúdióalbuma, az 1990-ben kiadott Mariah Carey megjelenésének 30. évfordulóját ünneplik. Ennek keretében jelenik meg az énekesnő memoárja, a The Meaning of Mariah Carey is. Az albumon olyan, korábban kiadatlan dalok szerepelnek, amelynek személyes jelentőségük van az énekesnő számára, a második lemezen pedig az 1996. március 7-én a Daydream turné keretén belül a Tokyo Dome-ban adott koncertjének hangfelvétele hallható. A koncert videofelvétele blu-ray lemezen jelenik meg, kizárólag Japánban.
Mariah 2020. augusztus 19-ln jelentette be az album megjelenési dátumát és előrendelhetőségét, majd promócióként előadta Vision of Love és Close My Eyes című dalait a Good Morning America koncertsorozat keretén belül. Az album első kislemeze, a Save the Day augusztus 21-én jelent meg, a második kislemez, Irene Cara Out Here on My Own című dalának feldolgozása pedig szeptember 18-án.

## Számlista
| 1. lemez | 1. lemez                                       | 1. lemez                                                     | 1. lemez     | 1. lemez | 1. lemez | 1. lemez | 1. lemez | 1. lemez | 1. lemez |
| #        | Cím                                            | Szerző(k)                                                    | Producer(ek) | Hossz    |          |          |          |          |          |
| -------- | ---------------------------------------------- | ------------------------------------------------------------ | ------------ | -------- | -------- | -------- | -------- | -------- | -------- |
| 1.       | Here We Go Around Again (1990)                 | Mariah Carey Ben Margulies                                   |              | 3:55     |          |          |          |          |          |
| 2.       | Can You Hear Me (1991)                         | Carey Barry Mann                                             |              | 4:06     |          |          |          |          |          |
| 3.       | Do You Think of Me (1993)                      | Carey M.C. Rooney M. Morales Walter Afanasieff               |              | 4:48     |          |          |          |          |          |
| 4.       | Everything Fades Away (1993)                   | Carey Afanasieff                                             |              | 5:25     |          |          |          |          |          |
| 5.       | All I Live For (1993)                          | Carey Afanasieff                                             |              | 3:22     |          |          |          |          |          |
| 6.       | One Night (1995)                               | Carey Jermaine Dupri                                         |              | 4:41     |          |          |          |          |          |
| 7.       | Slipping Away (1996)                           | Carey Dave Hall                                              |              | 4:31     |          |          |          |          |          |
| 8.       | Out Here on My Own (2000)                      | Lesley Gore Michael Gore                                     | Carey        | 3:16     |          |          |          |          |          |
| 9.       | Loverboy (2001 – Firecracker Original Version) | Carey Martin Denny                                           |              | 3:14     |          |          |          |          |          |
| 10.      | I Pray (2005)                                  | Carey Kenneth Crouch                                         |              | 2:53     |          |          |          |          |          |
| 11.      | Cool on You (2007)                             | Carey Dupri Manuel Seal, Jr. Johntá Austin                   |              | 3:11     |          |          |          |          |          |
| 12.      | Mesmerized (2012)                              | Carey Loris Holland                                          |              | 3:22     |          |          |          |          |          |
| 13.      | Lullaby of Birdland (2014 – Live)              | George Shearing George David Weiss                           |              | 3:18     |          |          |          |          |          |
| 14.      | Save the Day (2020 – with Ms. Lauryn Hill)     | Carey Dupri James "Big Jim" Wright Charles Fox Norman Gimbel | Carey Dupri  | 3:48     |          |          |          |          |          |
| 15.      | Close My Eyes (2020 – Acoustic)                | Carey Afanasieff                                             |              | 3:18     |          |          |          |          |          |
| 57:08    |                                                |                                                              |              |          |          |          |          |          |          |

| 2. lemez / japán bónusz blu-ray Live at the Tokyo Dome | 2. lemez / japán bónusz blu-ray Live at the Tokyo Dome | 2. lemez / japán bónusz blu-ray Live at the Tokyo Dome                    | 2. lemez / japán bónusz blu-ray Live at the Tokyo Dome | 2. lemez / japán bónusz blu-ray Live at the Tokyo Dome | 2. lemez / japán bónusz blu-ray Live at the Tokyo Dome | 2. lemez / japán bónusz blu-ray Live at the Tokyo Dome | 2. lemez / japán bónusz blu-ray Live at the Tokyo Dome | 2. lemez / japán bónusz blu-ray Live at the Tokyo Dome | 2. lemez / japán bónusz blu-ray Live at the Tokyo Dome |
| #                                                      | Cím                                                    | Szerző(k)                                                                 | Hossz                                                  |                                                        |                                                        |                                                        |                                                        |                                                        |                                                        |
| ------------------------------------------------------ | ------------------------------------------------------ | ------------------------------------------------------------------------- | ------------------------------------------------------ | ------------------------------------------------------ | ------------------------------------------------------ | ------------------------------------------------------ | ------------------------------------------------------ | ------------------------------------------------------ | ------------------------------------------------------ |
| 1.                                                     | Daydream Interlude (Fantasy Sweet Dub Mix)             | Carey Chris Frantz Tina Weymouth Adrian Belew Steven Stanley Hall         | 1:31                                                   |                                                        |                                                        |                                                        |                                                        |                                                        |                                                        |
| 2.                                                     | Emotions                                               | Carey David Cole Robert Clivillés                                         | 4:06                                                   |                                                        |                                                        |                                                        |                                                        |                                                        |                                                        |
| 3.                                                     | Open Arms                                              | Jonathan Cain Steve Perry                                                 | 3:46                                                   |                                                        |                                                        |                                                        |                                                        |                                                        |                                                        |
| 4.                                                     | Forever                                                | Carey Afanasieff                                                          | 4:46                                                   |                                                        |                                                        |                                                        |                                                        |                                                        |                                                        |
| 5.                                                     | I Don’t Wanna Cry                                      | Carey Narada Michael Walden                                               | 5:54                                                   |                                                        |                                                        |                                                        |                                                        |                                                        |                                                        |
| 6.                                                     | Fantasy                                                | Carey Frantz Weymouth Belew Stanley Hall                                  | 5:25                                                   |                                                        |                                                        |                                                        |                                                        |                                                        |                                                        |
| 7.                                                     | Always Be My Baby                                      | Carey Dupri Seal, Jr.                                                     | 4:38                                                   |                                                        |                                                        |                                                        |                                                        |                                                        |                                                        |
| 8.                                                     | One Sweet Day                                          | Carey Afanasieff Michael McCary Nathan Morris Wanya Morris Shawn Stockman | 5:20                                                   |                                                        |                                                        |                                                        |                                                        |                                                        |                                                        |
| 9.                                                     | Underneath the Stars                                   | Carey Afanasieff                                                          | 4:07                                                   |                                                        |                                                        |                                                        |                                                        |                                                        |                                                        |
| 10.                                                    | Without You                                            | Pete Ham Tom Evans                                                        | 4:19                                                   |                                                        |                                                        |                                                        |                                                        |                                                        |                                                        |
| 11.                                                    | Make It Happen                                         | Carey Cole Clivillés                                                      | 5:03                                                   |                                                        |                                                        |                                                        |                                                        |                                                        |                                                        |
| 12.                                                    | Just Be Good to Me                                     | James Harris III Terry Lewis                                              | 6:37                                                   |                                                        |                                                        |                                                        |                                                        |                                                        |                                                        |
| 13.                                                    | Dreamlover                                             | Carey Hall                                                                | 3:58                                                   |                                                        |                                                        |                                                        |                                                        |                                                        |                                                        |
| 14.                                                    | Vision of Love                                         | Carey Margulies                                                           | 3:46                                                   |                                                        |                                                        |                                                        |                                                        |                                                        |                                                        |
| 15.                                                    | Hero                                                   | Carey Afanasieff                                                          | 4:59                                                   |                                                        |                                                        |                                                        |                                                        |                                                        |                                                        |
| 16.                                                    | Anytime You Need a Friend                              | Carey Afanasieff                                                          | 5:58                                                   |                                                        |                                                        |                                                        |                                                        |                                                        |                                                        |
| 17.                                                    | All I Want for Christmas Is You                        | Carey Afanasieff                                                          | 5:04                                                   |                                                        |                                                        |                                                        |                                                        |                                                        |                                                        |
| 1:19:17                                                |                                                        |                                                                           |                                                        |                                                        |                                                        |                                                        |                                                        |                                                        |                                                        |

- A Loverboy felhasznál egy részletet a Yellow Magic Orchestra Firecracker című dalából (1978). Ez lett volna a 2001-ben megjelent dal eredeti verziója.
- A Save the Day felhasznál egy részletet a Fugees Killing Me Softly című dalából (1996).
- A Fantasy felhasznál egy részletet és interpolációt a Tom Tom Club Genius of Love című dalából (1981).
- A Dreamlover felhasznál egy részletet a The Emotions Blind Alley című dalából (1972).

## Kislemezek
- Save the Day (2020. augusztus 21.)
- Out Here on My Own (2020. szeptember 18.)